# Антоанета Стефанова
Антоанета Стефанова (болг. Антоанета Стефанова; нар. 19 квітня 1979, Софія, Болгарія) — болгарська шахістка, десята чемпіонка світу з шахів (2004–2006), чемпіонка Європи (2002). Чемпіонка світу зі швидких шахів (2012).
Її рейтинг станом на березень 2020 року — 2453 (28-ме місце у світі, 1-ше — серед шахісток Болгарії).

## Життєпис
Почала займатися шахами в 4-річному віці, а першу престижну нагороду завоювала 1989 року, коли стала чемпіонкою світу серед дівчаток до 10 років. Потім стала чемпіонкою Європи зі швидких шахів серед дівчаток до 14 років.
У 2002 році стала міжнародним гросмейстером.
5 червня 2004 Стефанова перемогла у фіналі за звання чемпіонки світу серед жінок росіянку Катерину Ковалевську, з результатом 2,5 на 0,5 і стала чемпіонкою світу з шахів серед жінок.
22 листопада 2004 отримала звання «Почесний громадянин міста Пловдива».
2012 року на Чемпіонаті світу серед жінок в Ханти-Мансійську посіла друге місце, програвши у фіналі на тайбрейку Ганні Ушеніній з України (2:2, 1½: ½)

### 2015
У жовтні 2015 року з результатом 5½ очка з 11 можливих (+4-4=3) розділила 6-7 місця на першому етапі серії гран-прі ФІДЕ, що проходив у Монте-Карло (Монако).
У грудні, набравши 4½ очки з 9 можливих (+4-1=4), посіла 72 місце (8 — серед жінок) на опен-турнірі «Qatar Masters Open 2015».

### 2019—2020
У вересні 2019 року набравши 4 очки з 11 можливих (+1-4=6) Антоанета разом з Марі Себаг розділила 10-11 місця на 1-му етапі гран-прі ФІДЕ серед жінок 2019/2020, що проходив у Сколково.
У грудні 2019 року на чемпіонаті світу зі швидких та блискавичних шахів, Стефанова посіла:
 — 14-те місце у турнірі зі швидких шахів, набравши 8 очок з 12 можливих (+6-2=4),
 — 8-ме місце у турнірі з блискавичних шахів, набравши 11½ очок з 17 можливих (+10-4=3).
У січні 2020 року Стефанова посіла 6-те у заліку серед жінок на турнірі «Gibraltar Chess Festival 2020». Її результат 6 очок з 10 можливих (+6-4=0).
У березні 2020 року з результатом 5½ очок з 11 можливих (+2-2=7) болгарська шахістка разом з Марією Музичук та Дронаваллі Харікою розділила 6—8 місця на 3-му етапі гран-прі ФІДЕ серед жінок 2019/2020, що проходив у Лозанні.

## Зміни рейтингу
| На цьому місці має відображатися графік чи діаграма, однак з технічних причин його відображення наразі вимкнено. Будь ласка, не видаляйте код, який викликає це повідомлення. Розробники вже працюють для того, щоби відновити штатне функціонування цього графіка або діаграми. | |
| | На цьому місці має відображатися графік чи діаграма, однак з технічних причин його відображення наразі вимкнено. Будь ласка, не видаляйте код, який викликає це повідомлення. Розробники вже працюють для того, щоби відновити штатне функціонування цього графіка або діаграми. |